# Odontosyllis rubens
Odontosyllis rubens är en ringmaskart som beskrevs av Linxian Ding och Westheide 1997. Odontosyllis rubens ingår i släktet Odontosyllis och familjen Syllidae. Inga underarter finns listade i Catalogue of Life.